# Championnat d'Europe masculin espoirs de hockey sur gazon 2024
Navigation
Gand 2022 2026
Le Championnat d'Europe masculin espoirs de hockey sur gazon 2024 se déroule à Terrassa en Espagne parallèlement au tournoi féminin du 14 au 20 juillet 2024.

## Équipes qualifiées
Les nations participantes se sont qualifiées sur la base de leur classement final de la compétition 2022.
| Compétition          | Dates                | Lieu  | Quotas | Qualifiés                                             |
| -------------------- | -------------------- | ----- | ------ | ----------------------------------------------------- |
| Euro espoirs 2022    | 24 - 30 juillet 2022 | Gand  | 6      | Pays-Bas Allemagne Belgique Espagne France Angleterre |
| Euro II espoirs 2022 | 24 - 30 juillet 2022 | Plzeň | 2      | Irlande Turquie                                       |
| Total                | Total                | Total | 8      |                                                       |

## Déroulement du tournoi

### Premier tour
Les huit participants qui sont répartis en deux groupes de 4 équipes au premier tour concourent pour huit places à la Coupe du monde 2025 qui se tiendra en Inde en décembre 2025. Le format est celui d'un tournoi toutes rondes : chaque équipe joue un match contre les trois autres équipes du même groupe,.
À l'issue du premier tour, les deux premiers de chaque groupe se qualifient pour les demi-finales tandis que les deux derniers de chaque groupe se qualifient pour la phase de classement. En plus de leur qualification pour les demi-finales, les deux premiers de chaque groupe se qualifient également pour la Coupe du monde 2025.
Légende :
- Tour pour les médailles
- Tour de classement

#### Poule A
| Rang | Équipe    | Pts | J | G | N | P | Bp | Bc | Diff |
| ---- | --------- | --- | - | - | - | - | -- | -- | ---- |
| 1    | Belgique  | 7   | 3 | 2 | 1 | 0 | 14 | 6  | +8   |
| 2    | Allemagne | 5   | 3 | 1 | 2 | 0 | 22 | 8  | +14  |
| 3    | France    | 4   | 3 | 1 | 1 | 1 | 19 | 8  | +11  |
| 4    | Turquie P | 0   | 3 | 0 | 0 | 3 | 3  | 36 | -33  |

| 14 juillet 2024 | France    | 13 - 1 | Turquie   |
| 14 juillet 2024 | Allemagne | 3 - 3  | Belgique  |
| 15 juillet 2024 | Belgique  | 8 - 1  | Turquie   |
| 15 juillet 2024 | France    | 4 - 4  | Allemagne |
| 17 juillet 2024 | Allemagne | 15 - 1 | Turquie   |
| 17 juillet 2024 | Belgique  | 3 - 2  | France    |

#### Poule B
| Rang | Équipe     | Pts | J | G | N | P | Bp | Bc | Diff |
| ---- | ---------- | --- | - | - | - | - | -- | -- | ---- |
| 1    | Pays-Bas T | 7   | 3 | 2 | 1 | 0 | 10 | 6  | +4   |
| 2    | Espagne H  | 3   | 3 | 0 | 3 | 0 | 9  | 9  | 0    |
| 3    | Angleterre | 2   | 3 | 0 | 2 | 1 | 6  | 7  | -1   |
| 4    | Irlande P  | 2   | 3 | 0 | 2 | 1 | 5  | 8  | -3   |

| 14 juillet 2024 | Pays-Bas   | 3 - 2 | Angleterre |
| 14 juillet 2024 | Espagne    | 3 - 3 | Irlande    |
| 16 juillet 2024 | Angleterre | 1 - 1 | Irlande    |
| 16 juillet 2024 | Espagne    | 3 - 3 | Pays-Bas   |
| 17 juillet 2024 | Pays-Bas   | 4 - 1 | Irlande    |
| 17 juillet 2024 | Angleterre | 3 - 3 | Espagne    |

### Tour de classement
Les quatre équipes éliminées du premier tour qui sont encore en course pour les deux places qualificatives à la Coupe du monde 2025 sont réparties en un seul groupe de 4 équipes : chaque équipe de son groupe du premier tour joue un match contre les deux autres équipes de l'autre groupe du premier tour. Les matchs entre les équipes de leur groupe concerné au premier tour sont pris en compte.
À l'issue de la phase de classement, les deux premiers se maintiennent pour l'Euro espoirs 2026 tandis que les deux derniers sont relégués à l'Euro II espoirs 2026. En plus de leur maintien pour l'Euro espoirs 2026, les deux premiers se qualifient également pour la Coupe du monde 2025.
- Euro II espoirs 2026

#### Poule C
| Rang | Équipe     | Pts | J | G | N | P | Bp | Bc | Diff |
| ---- | ---------- | --- | - | - | - | - | -- | -- | ---- |
| 1    | Angleterre | 7   | 3 | 2 | 1 | 0 | 14 | 3  | +11  |
| 2    | France     | 6   | 3 | 2 | 0 | 1 | 19 | 6  | +13  |
| 3    | Irlande P  | 4   | 3 | 1 | 1 | 1 | 8  | 8  | 0    |
| 4    | Turquie P  | 0   | 3 | 0 | 0 | 3 | 4  | 28 | -24  |

| 19 juillet 2024 | France     | 2 - 4 | Angleterre |
| 19 juillet 2024 | Turquie    | 3 - 6 | Irlande    |
| 20 juillet 2024 | France     | 4 - 1 | Irlande    |
| 20 juillet 2024 | Angleterre | 9 - 0 | Turquie    |

| Match 13              | France                      | 2 - 4   | Angleterre                                   |                                            |                                            |
| 19 juillet 2024 16h30 | Michaelis 42e · Verrier 60e | (0 - 1) | 10e, 52e Markham · 39e Penrose · 45e Wilcher | Arbitrage : Berry van Bentum Clare Barwood | Arbitrage : Berry van Bentum Clare Barwood |
| 19 juillet 2024 16h30 | Rapport                     |         |                                              | Arbitrage : Berry van Bentum Clare Barwood | Arbitrage : Berry van Bentum Clare Barwood |

| Match 15              | Irlande                                                        | 6 - 3   | Turquie                      |                                         |                                         |
| 19 juillet 2024 18h45 | Clark 14e, 31e · Rowe 26e · Cunningham 45e, 58e · A. McKee 60e | (2 - 1) | 24e, 50e Aydin · 53e Alperen | Arbitrage : Anatole Platel Tommy Croese | Arbitrage : Anatole Platel Tommy Croese |
| 19 juillet 2024 18h45 | Rapport                                                        |         |                              | Arbitrage : Anatole Platel Tommy Croese | Arbitrage : Anatole Platel Tommy Croese |

| Match 18              | France                                                      | 4 - 1   | Irlande      |                                            |                                            |
| 20 juillet 2024 15h45 | Verrier 38e · Saint-Martin 45e · Plauche 51e · Gaillard 60e | (0 - 0) | 40e M. McKee | Arbitrage : Manouk Bakker Berry van Bentum | Arbitrage : Manouk Bakker Berry van Bentum |
| 20 juillet 2024 15h45 | Rapport                                                     |         |              | Arbitrage : Manouk Bakker Berry van Bentum | Arbitrage : Manouk Bakker Berry van Bentum |

| Match 19              | Angleterre                                                                        | 9 - 0   | Turquie |                                           |                                           |
| 20 juillet 2024 18h00 | Markham (2x)15e, 23e, 35e · Penrose 7e, 59e · Graves 24e · Wilcher 25e · Rose 44e | (6 - 0) |         | Arbitrage : Thalia Bellemans Michal Pivko | Arbitrage : Thalia Bellemans Michal Pivko |
| 20 juillet 2024 18h00 | Rapport                                                                           |         |         | Arbitrage : Thalia Bellemans Michal Pivko | Arbitrage : Thalia Bellemans Michal Pivko |

### Tour pour les médailles

#### Tableau
|  | Demi-finales    | Demi-finales    | Demi-finales    | Demi-finales    |                               |         | Finale          | Finale          | Finale          | Finale          |
|  |                 |                 |                 |                 |                               |         |                 |                 |                 |                 |
|  | 19 juillet 2024 | 19 juillet 2024 | 19 juillet 2024 | 19 juillet 2024 |                               |         | 20 juillet 2024 | 20 juillet 2024 | 20 juillet 2024 | 20 juillet 2024 |
|  | A1              | Belgique        | 2               | 2               |                               |         | 20 juillet 2024 | 20 juillet 2024 | 20 juillet 2024 | 20 juillet 2024 |
|  | A1              | Belgique        | 2               | 2               |                               |         | 20 juillet 2024 | 20 juillet 2024 | 20 juillet 2024 | 20 juillet 2024 |
|  | B2              | Espagne         | 3               | 3               |                               |         | 20 juillet 2024 | 20 juillet 2024 | 20 juillet 2024 | 20 juillet 2024 |
|  | B2              | Espagne         | 3               | 3               | B2                            | Espagne | 3               | 3               |                 |                 |
|  | 19 juillet 2024 |                 |                 |                 | B2                            | Espagne | 3               | 3               |                 |                 |
|  |                 |                 | B1              | Pays-Bas        | 1                             | 1       |                 |                 |                 |                 |
|  | B1              | Pays-Bas        | B1              | Pays-Bas        | 1                             | 1       | 3               | 3               |                 |                 |
|  | B1              | Pays-Bas        |                 |                 |                               |         |                 | 3               |                 |                 |
|  | A2              | Allemagne       | 2               | 2               |                               |         |                 |                 |                 |                 |
|  | A2              | Allemagne       | 2               | 2               | Match pour la troisième place |         |                 |                 |                 |                 |
|  |                 |                 |                 |                 |                               |         |                 |                 |                 |                 |
|  | 20 juillet 2024 |                 |                 |                 |                               |         |                 |                 |                 |                 |
|  | A1              | Belgique        | 4               | 4               |                               |         |                 |                 |                 |                 |
|  | A1              | Belgique        | 4               | 4               |                               |         |                 |                 |                 |                 |
|  | A2              | Allemagne       | 3               | 3               |                               |         |                 |                 |                 |                 |
|  | A2              | Allemagne       | 3               | 3               |                               |         |                 |                 |                 |                 |

#### Match pour la troisième place
| Match 17              | Allemagne                               | 3 - 4   | Belgique                                                     |                                       |                                       |
| 20 juillet 2024 15h30 | Hinrichs 5e · Hasbach 10e · Glander 31e | (2 - 1) | 24e Balthazar · 35e Labouchère · 40e Malherbe · 60e Bogaerts | Arbitrage : Marius Cuadrat Ana Ortega | Arbitrage : Marius Cuadrat Ana Ortega |
| 20 juillet 2024 15h30 | Rapport                                 |         |                                                              | Arbitrage : Marius Cuadrat Ana Ortega | Arbitrage : Marius Cuadrat Ana Ortega |

#### Finale
| Match 20              | Espagne                            | 3 - 1   | Pays-Bas           |                                          |                                          |
| 20 juillet 2024 20h00 | Avila 29e · Amat 38e · Álvarez 53e | (1 - 1) | 4e Ven der Heijden | Arbitrage : Ole Ingwersen Alex Fedenczuk | Arbitrage : Ole Ingwersen Alex Fedenczuk |
| 20 juillet 2024 20h00 | Rapport                            |         |                    | Arbitrage : Ole Ingwersen Alex Fedenczuk | Arbitrage : Ole Ingwersen Alex Fedenczuk |

## Statistiques

### Buteurs

#### 11 buts
- Ben Hasbach

#### 8 buts
- Hugo Labouchère

#### 7 buts
- Victor Saint-Martin

#### 6 buts
- Henry Markham

#### 5 buts
- Rory Penrose
- Timo Boers
- Bruno Avila

#### 4 buts
- Jakob Brilla
- Tom Gaillard
- Adam McKee

#### 3 buts
- Samuel Malherbe
- Lewis Wilcher
- Fabio Seitz
- Gabriel Piole
- John Cunningham
- Père Amat
- Mehmet Aydin

#### 2 buts
- Lucas Balthazar
- Jean Cloetens
- Paul Glander
- Liam Holdermann
- Leon Lindemann
- James Liddiard
- Aristide Michaelis
- Nathan Tchakonté
- Hugo Verrier
- James Clark
- Pepijn van der Heijden
- Danilo Trieling
- Casper van der Veen
- Nicolás Álvarez
- Pol Cabré-Verdiell
- Anton Serrahima

#### 1 but
- Nicolas Bogaerts
- Thomas Crols
- Jules Decruyenaere
- Nathan Rogge
- Oliver Vanderkeilen
- Ted Graves
- Matthew Hughson
- Patrick Rose
- Harrison Stone
- Jonny Sturch-Hibbitt
- Benedikt Geyer
- Peer Hinrichs
- Hugo von Montgelas
- Erwan Brodt
- Arthur Plauche
- Paul Segretain
- Mark Collins
- Matthew McKee
- Louis Rowe
- Finn van Bijnen
- Miles Bukkens
- Dylan Lucieer
- Pablo Espino
- Ataş Alperen
- Hakim Taşar
- Orhan Polat

### Classement final
| Rang                       | Groupe | Équipe     | J | V | N | P | BP | BC | Diff | Pts |
| -------------------------- | ------ | ---------- | - | - | - | - | -- | -- | ---- | --- |
| Médaille d'or, Europe      | B      | Espagne H  | 5 | 2 | 3 | 0 | 15 | 12 | +3   | 9   |
| Médaille d'argent, Europe  | B      | Pays-Bas T | 5 | 3 | 1 | 1 | 14 | 11 | +3   | 10  |
| Médaille de bronze, Europe | A      | Belgique   | 5 | 3 | 1 | 1 | 20 | 13 | +7   | 10  |
| 4                          | A      | Allemagne  | 5 | 1 | 2 | 2 | 27 | 15 | +12  | 5   |
| Éliminés au premier tour   |        |            |   |   |   |   |    |    |      |     |
| 5                          | B      | Angleterre | 5 | 2 | 2 | 1 | 19 | 9  | +10  | 8   |
| 6                          | A      | France     | 5 | 2 | 1 | 2 | 25 | 13 | +12  | 7   |
| 7                          | B      | Irlande P  | 5 | 1 | 2 | 2 | 12 | 15 | -3   | 5   |
| 8                          | A      | Turquie P  | 5 | 0 | 0 | 5 | 6  | 51 | -45  | 0   |

|  | Nation qualifiée pour la Coupe du monde espoirs 2025 en tant que les 3 meilleures équipes continentales |
|  | Nation qualifiée pour la Coupe du monde espoirs 2025 en tant que quota supplémentaire                   |

### Joueurs récompensés
Après la finale entre l'Espagne et les Pays-Bas, l'EHF dévoile les trois joueurs récompensés par trois prix différents:
- Meilleur buteur :  Ben Hasbach
- Meilleur joueur :  Jakob Brilla
- Meilleur gardien de but :  Jan Capellades